# 2. семберска лака пјешадијска бригада
Друга семберска лака пјешадијска бригада је била пјешадијска јединица Војске Републике Српске у саставу Источнобосанског корпуса Војске Републике Српске. Зона одговорности бригаде је била територија регије Семберија. Ова јединица је била једна од три "семберске" бригаде.

## Историја
Формирана је 6. јуна 1992. у Бијељини. Истог дана упућена је у шири рејон Брчког, у насеље Грбавица, гдје је остала до краја Одбрамбено-отаџбинског рата 1992-1995. Приликом формирања, имала је команду од шест официра из општинског штаба Територијалне одбране Бијељина, један пјешадијски батаљон и приштапске јединице. Била је у саставу Источнобосанског корпуса ВРС. Попуњавана је војним обвезницима претежно са територије општина Бијељина, Брчко и Лопаре. До краја године имала је команду бригаде, команду стана, извиђачки вод, вод везе, вод војне полиције, пет пјешадијских батаљона, лаки артиљеријско-ракетни вод ПВО, батерију минобацача 120 мм, позадинску и тенковску чету Т-34. У њеном саставу било је око 4.200 бораца. Зона одбране била је: лијево ријека Гњица, десно Чађавац и по дубини села Поточари, Брезик, Пукиш, Кореташи, Смиљевац и Мртвица (општина Брчко).
Командно мјесто било је у почетку у селу Станови, касније у Поточарима (дио Брчког), а истурено командно мјесто у рејону Трешњица. Основни задатак бригаде био је заштита становништва и територије у зони одбране и заштита комуникација Брчко-Бијељина (коридор) и Брчко-Лопаре. У зони одбране активно су учествовале 1. бијељинска лака пјешадијска бригада, 65. заштитни моторизовани пук, 5. козарска лака пјешадијска бригада, 3. мајевичка лака пјешадијска бригада, 1. посавска пјешадијска бригада, 3. мјешовити артиљеријски и 3. инжењеријски пук. Изван зоне одбране дијелови бригаде били су ангажовани на гламочком, бихаћком, крупском, граховском, мајевичком и илијашком дијелу ратишта. У току рата 1992-1995. погинуло је 138 и рањено око 600 бораца ове бригаде.
Команданти бригаде били су резервни мајор Благоје Гавриловић (6. јун 1992. - 14. август 1994), потпуковник Миле Јовановић (14. август 1994. - јануар 1995) и потпуковник Перо Млађеновић (јануар 1995. - јун 1996). Бригада је у јуну 1996. ушла у састав новоформиране 310. пјешадијске бригаде 3. корпуса ВРС. Спомен-соба бригаде налази се у Бијељини, у склопу Музеја Семберије.

## Дан бригаде
Сваке године, град Бијељина, током мјесеца јуна код Централног споменика у граду, заједно са градском борачком организацијом, обиљежава дан 2. семберске лаке пјешадијске бригаде, када се низом манифестација одаје почаст палим борцима ове бригаде, борцима других јединица погинулим на линијама одбране Семберије и Бијељине и подсјећа на ратни пут 2. семберске лаке пјешадијске бригаде и бораца Семберије и Бијељине. Вођа ове бригаде је био Благоје Гавриловић, због кога је касније бригада била познатија и као Гаврина бригада.